# Voatamalo
Voatamalo là một chi thực vật có hoa trong họ Picrodendraceae.

## Loài
Chi Voatamalo gồm các loài: